# Nesophryne kaiamamao
Nesophryne kaiamamao är en insektsart som beskrevs av George Willis Kirkaldy 1902. Nesophryne kaiamamao ingår i släktet Nesophryne och familjen dvärgstritar. Inga underarter finns listade i Catalogue of Life.